# Pucuma
Pucuma (auch: Pucuna) ist eine Ortschaft im Departamento La Paz im südamerikanischen Andenstaat Bolivien.

## Lage im Nahraum
Pucuma liegt in der Provinz Loayza und ist der größte Ort im Cantón Luribay im Municipio Luribay. Die Ortschaft liegt auf einer Höhe von 2826 m an der Quebrada Huanuni, die in nordöstlicher Richtung in den Río Luribay mündet, einem der östlich gelegenen Täler der Serranía de Sicasica.

## Geographie
Pucuma liegt zwischen dem bolivianischen Altiplano im Westen und dem Amazonas-Tiefland im Osten. Die Region weist ein typisches Tageszeitenklima auf, bei dem die mittleren Temperaturunterschiede zwischen Tag und Nacht größer sind als die Temperaturunterschiede zwischen den Jahreszeiten.
Die Jahresdurchschnittstemperatur der Region liegt bei knapp 15 °C und schwankt zwischen 11 und 12 °C im Juni/Juli und gut 16 °C im November (siehe Klimadiagramm Luribay). Der Jahresniederschlag liegt bei 600 mm, mit einer ausgeprägten Trockenzeit von Mai bis August und Monatsniederschlägen von mehr als 100 mm im Januar und Februar.

## Verkehrsnetz
Pucuma liegt in einer Entfernung von 188 Straßenkilometern südöstlich von La Paz, der Hauptstadt des Departamentos.
Von La Paz aus führt die asphaltierte Nationalstraße Ruta 1 in südlicher Richtung 104 Kilometer bis Patacamaya. Von dort zweigt sechs Kilometer weiter südlich eine unbefestigte Stichstraße Richtung Nordosten ab, die Passhöhen von mehr als 4750 m überwindet. Sie führt über Anchallani und erreicht nach insgesamt 66 Kilometern den zentralen Ort Luribay und weitere elf Kilometer flussaufwärts über Cutty, Collpani und Cachualla die Ortschaft Pucuma.

## Bevölkerung
Die Einwohnerzahl der Ortschaft ist im Jahrzehnt zwischen den beiden letzten Volkszählungen um etwa die Hälfte angestiegen:
| Jahr | Einwohner         | Quelle       |
| ---- | ----------------- | ------------ |
| 1992 | keine Detaildaten | Volkszählung |
| 2001 | 140               | Volkszählung |
| 2012 | 225               | Volkszählung |
| 2024 |                   | Volkszählung |

In dieser Region ist die Aymara-Bevölkerung vorherrschend, im Municipio Luribay sprechen 97,3 Prozent der Bevölkerung Aymara.